# سرطان الثدي ثلاثي السلبية
سرطان الثدي ثلاثي السلبية هو أي  سرطان ثدي  خلاياه السرطانية لا تعبر جينيًا مستقبلات الإستروجين والبروجستيرون وعامل نمو البشرة(Her2/neu). وعدم وجود هذه المستقبلات ما يجعل أمر العلاج صعب؛ لأنّ العلاج الهرمونيّ يستهدف على الأقل إحدى هذه المستقبلات الثلاثة، لذا يتطلب هذا النوع من السرطان مجموعة من العلاجات. يستخدم مصطلح ثلاثي السلبيّة بديلا عن مصطلح الشبيه بالقاعدة (أسوأ أنواع سرطان الثدي)؛ قد يزود تصنيف أكثر تفصيل توجيه أفضل للعلاج وكذلك تخمين أفضل لمستقبل المريض.